# Operación de rescate de Denis Allex
El 11 de enero de 2013 una operación francesa de rescate por parte del Ejército Francés acaba en fracaso, el objetivo era liberar a Denis Allex un espía francés secuestrado en 2009 por parte de Yihadistas. La operación fue un fracaso, dos militares franceses murieron y el supuesto rehén también.

## La operación
Se produjo el mismo día de la Intervención militar en Malí. A eso de las 2:00 AM hora local el 11 de enero de 2013, unos 50 soldados franceses apoyados por cinco helicópteros enviados por el buque de asalto anfibio Mistral que había estado en un bloqueo informativo aplicado desde hace semanas asaltaron un puesto en Bulo Marer, Somalia, donde Denis Allex se encontraba detenido por miembros de Al-Shabaab. Un feroz tiroteo de 45 minutos se produjo entre 17 combatientes de Al-Shabaab y tropas francesas. Durante el tiroteo murió un soldado francés. El ejército francés cree que los miembros de Al-Shabaab ejecutaron a Denis Allex durante o poco después de la operación. Sin embargo, Al-Shabaab ha afirmado que está vivo y bajo su custodia.
Además, los militares franceses habían informado de que un soldado había desaparecido. Al-Shabaab dijo que había sido capturado el soldado desaparecido, que fue herido durante el tiroteo pero más tarde murió, sus imágenes del cadáver fueron publicadas en Twitter. Además de las bajas militares, cuatro civiles fueron también asesinadas durante la operación, entre ellas una mujer embarazada y otras personas resultaron heridas.